# Estrinquèls
Estrinquèls (en francès Strenquels) és un municipi francès situat al departament de l'Òlt i a la regió d'Occitània.

## Demografia
| 1962                                       | 1968 | 1975 | 1982 | 1990 | 1999 | 2007 |
| ------------------------------------------ | ---- | ---- | ---- | ---- | ---- | ---- |
| 275                                        | 279  | 259  | 222  | 207  | 222  | 262  |
| Des de 1962: població sense dobles comptes |      |      |      |      |      |      |

## Administració
| Període   | Identitat             | Partit |
| --------- | --------------------- | ------ |
| 2001-2008 | Serge Pétry           |        |
| 2008-     | Jean-Pierre Deschamps |        |